# TATDN1
TATDN1 (англ. TatD DNase domain containing 1) – білок, який кодується однойменним геном, розташованим у людей на 8-й хромосомі. Довжина поліпептидного ланцюга білка становить 297 амінокислот, а молекулярна маса — 33 602.
| 10         |  | 20         |  | 30         |  | 40         |  | 50         |
| ---------- |  | ---------- |  | ---------- |  | ---------- |  | ---------- |
| MSRFKFIDIG |  | INLTDPMFRG |  | IYRGVQKHQD |  | DLQDVIGRAV |  | EIGVKKFMIT |
| GGNLQDSKDA |  | LHLAQTNGMF |  | FSTVGCHPTR |  | CGEFEKNNPD |  | LYLKELLNLA |
| ENNKGKVVAI |  | GECGLDFDRL |  | QFCPKDTQLK |  | YFEKQFELSE |  | QTKLPMFLHC |
| RNSHAEFLDI |  | MKRNRDRCVG |  | GVVHSFDGTK |  | EAAAALIDLD |  | LYIGFNGCSL |
| KTEANLEVLK |  | SIPSEKLMIE |  | TDAPWCGVKS |  | THAGSKYIRT |  | AFPTKKKWES |
| GHCLKDRNEP |  | CHIIQILEIM |  | SAVRDEDPLE |  | LANTLYNNTI |  | KVFFPGI    |

A: Аланін

C: Цистеїн

D: Аспарагінова кислота

E: Глутамінова кислота

F: Фенілаланін

G: Гліцин

H: Гістидин

I: Ізолейцин

K: Лізин

L: Лейцин

M: Метіонін

N: Аспарагін

P: Пролін

Q: Глутамін

R: Аргінін

S: Серин

T: Треонін

V: Валін

W: Триптофан

Кодований геном білок за функціями належить до гідролаз, нуклеаз. 
Задіяний у такому біологічному процесі, як альтернативний сплайсинг. 
Білок має сайт для зв'язування з іонами металів. 
Локалізований у ядрі.